# Gunter Weiß
Gunter Weiß (* 3. Januar 1946 in Sankt Veit an der Glan) ist ein österreichischer Mathematiker.

## Leben
Weiß studierte von 1963 bis 1969 Lehramt für Mathematik/Darstellende Geometrie an der Universität Wien, wo er ab 1966 auch Studienassistent war. Von 1969 bis 1982 arbeitete Weiß als Assistent am Institut für Geometrie der Universität Wien und promovierte 1973 im Fach Geometrie. Im gleichen Fach habilitierte er sich 1982 und wurde anschließend Universitätsdozent in Wien.
Weiß war von 1995 bis zu seiner Emeritierung Professor für Geometrie/Differentialgeometrie an der TU Dresden, war dortiger Prodekan des Fachbereiches Mathematik und Vize-Präsident der International Society for Geometry and Graphics (ISGG).

## Forschungsschwerpunkte
- Klassische und affine Differentialgeometrie
- Liniengeometrie
- Computer Aided Geometric Design
- Computer Vision
- Kinematische Grundlagen der Prothetik
- Nichteuklidische und elementare Geometrie
- Architekturgeometrie

## Veröffentlichungen (Auswahl)
- Proceedings / 30. Süddeutsches Kolloquium über Differentialgeometrie : Dresden, 27. Mai 2005, ISBN 3-86005-484-8
- Dresden Symposium Geometry : constructive & kinematic ; Dresden, Germany, 27. Februar bis 1. März 2003 ; proceedings ISBN 3-86005-394-9
- „Darstellende Geometrie für Architekten und Landschaftsarchitekten“ mit Übungsmaterialien (gemeinsam mit LORDICK, D.) 2002
- Reconstruction of the satellite orbit via orientation angles mit A. M. Farag
- Golden hexagons - computer generated figures with remarkable properties
- Biogeometrie - Grundlagenwissen zur Bioinformatik
- Über beleuchtungsgeometrisch deutbare Kurvenfamilien und isophotische Flächen mit Horst Martini